# Fred Newhouse
Frederick Vaughn (Fred) Newhouse (Honey Grove (Texas), 8 november 1948 – 20 januari 2025) was een Amerikaanse atleet, die gespecialiseerd was in de sprint. Hij nam eenmaal deel aan de Olympische Spelen en won hierbij twee medailles.

## Biografie
Op de Amerikaanse trials voor de Spelen van 1976 eindigde Newhouse als derde. Tijdens de Spelen won hij de zilveren medaille op de 400 m achter de Cubaan Alberto Juantorena. Met de 4 × 400 m estafetteploeg won hij de gouden medaille.
Newhouse overleed op 20 januari 2025 op 76-jarige leeftijd.

## Titels
- Pan-Amerikaans kampioen 4 × 400 m estafette - 1971
- Olympisch kampioen 4 × 400 m estafette - 1976
- Amerikaans kampioen 400 m - 1975

## Persoonlijke records
Outdoor
| Onderdeel | Prestatie | Datum        | Plaats   |
| --------- | --------- | ------------ | -------- |
| 100 yd    | 9,6 s     | 1968         |          |
| 220 yd    | 20,5 s    | 1970         |          |
| 400 m     | 44,40 s   | 29 juli 1976 | Montréal |

## Palmares

### 400 m
- 1971:  P-AS - 45,09 s
- 1972:  Amerikaanse kamp. - 45,3 s
- 1975:  Amerikaanse kamp. - 45,22 s
- 1976:  Amerikaanse kamp. - 45,20 s
- 1976:  OS - 44,40 s

### 440 yd
- 1971:  Amerikaanse kamp. - 45,7 s

### 4 × 400 m estafette
- 1971:  P-AS - 3.00,61
- 1976:  OS - 2.58,65

1912: Sheppard, Lindberg, Meredith, Reidpath ·
1920: Griffiths, Lindsay, Ainsworth-Davis, Butler ·
1924: Cochran, Helffrich, MacDonald, Stevenson ·
1928: Baird, Alderman, Spencer, Barbuti ·
1932: Fuqua, Ablowich, Warner, Carr ·
1936: Wolff, Rampling, Roberts, Brown ·
1948: Harnden, Bourland, Cochran, Whitfield ·
1952: Wint, Laing, McKenley, Rhoden ·
1956: Jenkins, Jones, Mashburn, Courtney ·
1960: Yerman, Young, G. Davis, O. Davis ·
1964: Cassell, Larrabee, Williams, Carr ·
1968: Matthews, Freeman, James, Evans ·
1972: Asati, Nyamau, Ouko, Sang ·
1976: Frazier, Brown, Newhouse, Parks ·
1980: Valiulis, Linge, Tsjernetski, Markin ·
1984: Nix, Armstead, Babers, McKay ·
1988: Everett, Lewis, Robinzine, Reynolds ·
1992: Valmon, Watts, Johnson, Lewis ·
1996: Harrison, Smith, Mills, Maybank ·
2000: Bada, Chukwu, Monye, Udo-Obong  ·
2004: Harris, Brew, Wariner, Williamson ·
2008: Merritt, Taylor, Neville, Wariner ·
2012: Brown, Pinder, Mathieu, Miller ·
2016: Hall, McQuay, Roberts, Merritt ·
2020: Cherry, Norman, Deadmon, Benjamin ·
2024: Bailey, Norwood, Deadmon, Benjamin